# Carlos Maldonado
Pour les articles homonymes, voir Carlos Maldonado (homonymie), Maldonado et Piñeiro.
Carlos Fabián Maldonado Piñeiro, plus couramment appelé Carlos Maldonado, né le 30 juillet 1963 à Montevideo en Uruguay, est un footballeur international vénézuélien, aujourd'hui reconverti en entraîneur. Il est le père de Giancarlo Maldonado.

## Biographie

### Équipe nationale
Carlos Maldonado est convoqué pour la première fois en sélection en 1985. Il marque son premier but en selection lors d'un match de la Copa América 1989 contre le Brésil (défaite 3-1). 
Il dispute trois Copa América : en 1987, 1989 et 1991.
Au total il compte 20 sélections et 4 buts en équipe du Venezuela entre 1985 et 1991.

## Palmarès

### Joueur
- Avec l'Atlético San Cristóbal
  - Champion du Venezuela en 1982

- Avec l'Unión Atlético Táchira
  - Champion du Venezuela en 1984 et 1986

- Avec le Caracas FC
  - Champion du Venezuela en 1994

### Entraîneur
- Avec le Nacional Táchira
  - Champion du Venezuela en 2002

- Avec l'Unión Atlético Maracaibo
  - Champion du Venezuela en 2005

- Avec le Deportivo Táchira
  - Champion du Venezuela en 2008

- Avec le Mineros de Guayana
  - Vainqueur de la Coupe du Venezuela en 2011